# Mid-Century Modern
Mid-Century Modern ist eine 2025 erschienene Sitcom des Autorenduos David Kohan und Max Mutchnick um schwule Männer fortgeschrittenen Alters, die gespielt werden von Nathan Lane, Matt Bomer und Nathan Lee Graham. Zudem handelt es sich um die letzte Rolle von Linda Lavin, die während der Produktion verstarb.

## Handlung
Nach dem Tod des vierten Freundes ihres schwulen Freundeskreises ziehen Jerry Frank und Arthur Broussard zu Bunny Schneidermann, in dessen Haus in Palm Springs auch seine Mutter Sybil lebt. Sie erleben ihre goldenen Jahre zusammen und erfahren, dass die größte Liebesgeschichte Freundschaft ist.

## Figuren und Besetzung
- Bunny Schneiderman, der älteste der drei Männer, ist ein jüdischer Geschäftsmann, der die Unterwäsche-Marke Bunny Hutch aufgebaut und geleitet hat, und lebt in Palm Springs. Er ist ein sanfter Romantiker, aber hatte in der Vergangenheit noch keine große Liebesgeschichte, weswegen er sich auch für offenbar weniger attraktiv hält.
- Jerry Frank ist ein Flugbegleiter aus Atlanta. Er ist der jüngste der drei Männer und zum einen muskulös und sehr gut aussehend und dadurch sexuell begehrt und erfolgreich, zum anderen aber oft etwas einfältig, begriffsstutzig und naiv, aber auch warm- und offenherzig. Jerry war früher Mormone und hatte eine Frau geheiratet, mit der er eine Tochter hat. Seine Frau hat ihn vor der gesamten Gemeinde geoutet und ihm den Kontakt zu seiner Tochter untersagt.
- Arthur Broussard war in New York City Modekolumnist für die Vogue und hat daher einen erlesenen Geschmack, ein scharfes Auge für Mode und eine ebenso scharfe Zunge.
- Sybil Schneiderman ist Bunnys Mutter, die bei ihm in einem Gästezimmer lebt und mit bissigen Kommentaren, aber viel Herz das Zusammenleben der drei Männer begleitet, das ihr wieder Geselligkeit und Energie beschert. Sie stirbt aber noch im ersten Jahr an einem Herzinfarkt.
- Mindy Schneiderman ist Bunnys Schwester und Sybils Tochter. Im Kontrast zum manchmal eher feminin agierenden Bunny ist sie maskulin, wenig stilvoll in Jeans und Lederjacke gekleidet und oft schroff. Sie ist in ihrem Leben nicht erfolgreich und glaubt daher, dass ihre Mutter sie als Enttäuschung sieht. Sie lebt anfangs in Phoenix, zieht aber schließlich auch nach Palm Springs.

### Besetzung und Synchronisation
Die deutschsprachige Synchronisation entsteht nach  Dialogbüchern von Sabine Völger und unter der Dialogregie von Bernhard Völger durch die Iyuno Germany GmbH.
| Rolle              | Darsteller        | Folgen | Synchronsprecher |
| ------------------ | ----------------- | ------ | ---------------- |
| Bunny Schneiderman | Nathan Lane       | 1−     | Frank Röth       |
| Jerry Frank        | Matt Bomer        | 1−     | Nico Mamone      |
| Arthur Broussard   | Nathan Lee Graham | 1−     | Bernhard Völger  |
| Sybil Schneiderman | Linda Lavin       | 1−8    | Liane Rudolph    |

| Rolle               | Beschreibung           | Darsteller           | Folgen   | Synchronsprecher   |
| ------------------- | ---------------------- | -------------------- | -------- | ------------------ |
| Antonio Sandoval    | Bunnys Date            | Renan Pacheco        | 1        | Moritz Lehmann     |
| Tavin               | Modeverkäufer          | Jesse Tyler Ferguson | 2        | Kim Hasper         |
| Mindy Schneiderman  | Bunnys Schwester       | Pamela Adlon         | 3, 8, 10 | Daniela Hoffmann   |
| Becca Frank         | Jerrys Tochter         | Billie Lourd         | 3        | Ilona Otto         |
| Denise Buckley      | Jerrys Kollegin        | Cheri Oteri          | 3        | Christin Marquitan |
| Yvonne Wilson       | Arthurs erste Freundin | Kim Coles            | 4        | Elisa Bannat       |
| Mason               | Jerrys Date, Mormone   | Zane Phillips        | 5, 10    | Sebastian Kluckert |
| Carol Mintz         | Bunnys Bekannter       | Richard Kind         | 5, 10    | Michael Pan        |
| Bo                  | Haushaltshilfe         | Adam Hagenbuch       | 6        | Tim Schwarzmaier   |
| Penny Newton-Breene | Politikerin            | Stephanie Koenig     | 7        | Giuliana Jakobeit  |
| Judy                | Sybils beste Freundin  | Rhea Perlman         | 7        | Sabine Walkenbach  |
| Alan Marshall       | Sybils alter Freund    | Judd Hirsch          | 8        | Lutz Riedel        |

## Episodenliste
| Nr. | Deutscher Titel               | Originaltitel                    | Erstausstrahlung USA | Deutschsprachige Erstausstrahlung (D) | Regie         | Drehbuch                    |
| --- | ----------------------------- | -------------------------------- | -------------------- | ------------------------------------- | ------------- | --------------------------- |
| 1 | Ade, lieber George            | Bye, George                      | 28. März 2025        | 18. Apr. 2025                         | James Burrows | David Kohan & Max Mutchnick |
| Nachdem ihr gemeinsamer Freund George gestorben ist, lädt Bunny seine Freunde Jerry und Arthur ein, zu ihm zu ziehen. Er hat ein Date mit einem deutlichen Jüngeren, aber erkennt schließlich, dass seine große Liebe seine Freunde sind. |                               |                                  |                      |                                       |               |                             |
| 2 | Immer schön fleißig           | Working Girls                    | 28. März 2025        | 18. Apr. 2025                         | James Burrows | Suzanne Martin              |
| Bunny verliert Geld im Casino, während Jerry dort für Konzerttickets ansteht. Um sein Geld wiederzuerhalten, soll Bunny Jerry dazu bringen, mit dem Floor Manager zu schlafen. Bunnys Mutter Sybil verschafft Arthur Arbeit in einem Modehaus. |                               |                                  |                      |                                       |               |                             |
| 3 | Turbulenzen                   | Turbulence                       | 28. März 2025        | 18. Apr. 2025                         | James Burrows | Adam Barr                   |
| Während Bunnys Schwester Mindy zu Besuch kommt, fliegt Arthur zurück nach New York City mit einem Flug, auf dem Jerry Flugbegleiter ist. Arthurs Sitznachbarin Becca stellt sich als Jerrys Tochter heraus, die er nicht mehr gesehen hat, seit seine Frau ihn geoutet und rausgeworfen hat.                                                                                     |                               |                                  |                      |                                       |               |                             |
| 4 | Nur ein bisschen krank        | Never Have I Ever                | 28. März 2025        | 18. Apr. 2025                         | James Burrows | Dan Bucatinsky              |
| Als alle drei Männer an COVID-19 erkrankt zuhause bleiben, enthüllt eine Runde des Trinkspiels „Ich habe noch niemals“, dass Arthurs erstes Mal mit einer Frau war und dass Arthur und Jerry einmal zusammen geschlafen hatten, was Bunny kränkt. |                               |                                  |                      |                                       |               |                             |
| 5 | Flirt lass nach               | Hello, Fisty’s                   | 28. März 2025        | 18. Apr. 2025                         | James Burrows | David Kohan & Max Mutchnick |
| Die drei Freunde fahren gemeinsam nach Fire Island, einem Datingspot für Homosexuelle. Jerrys Sex-Date Mason ist, wie er selbst früher war, Mormone und wird bald heiraten. Aus seiner eigenen Erfahrung warnt Jerry ihn, eine Lüge zu leben statt zu sich selbst zu stehen. Bunny begegnet seinem alten Bekannten Carol Mintz, der ihm die Chance auf ein richtiges Date nimmt. |                               |                                  |                      |                                       |               |                             |
| 6 | Das bisschen Haushalt         | Maid Serviced                    | 28. März 2025        | 18. Apr. 2025                         | James Burrows | Tracy Poust                 |
| Als sie ein Hausmädchen einstellen sollen, entscheiden sich die drei für einen unqualifizierten heißen Mann, der ihre Anziehung ausnutzt, bis Sybil ihnen deutlich macht, dass sie sich als Bewohnerin des Hauses nicht ignorieren lässt. |                               |                                  |                      |                                       |               |                             |
| 7 | Die Frau von nebenan          | Love Thy Neighbor                | 28. März 2025        | 18. Apr. 2025                         | James Burrows | David Kohan & Max Mutchnick |
| Jerry lädt eine Nachbarin, eine konservative republikanische Politikerin, zu einer Party ein. Bunny und Arthur fällt es zwar schwer, ihr die Meinung über ihre Ansichten zu sagen, aber schließlich gelingt es, sie davon abzubringen, für einen Gesetzesentwurf gegen Homosexuelle abzustimmen.                                                                                 |                               |                                  |                      |                                       |               |                             |
| 8 | Sportskanonen                 | Sour Pickleball                  | 28. März 2025        | 18. Apr. 2025                         | James Burrows | Alex Herschlag              |
| Bunny versucht, Mindy dazu zu bringen, nach Palm Springs zu ziehen. Beim Pickleball mit den Männern wird sie aber besonders wetteifernd und unsensibel, was sie fast vergrault, bis Bunny und Mindy sich endlich aussprechen. Sybil kommt derweil am Klavier einem alten Freund wieder näher.                                                                                    |                               |                                  |                      |                                       |               |                             |
| 9 | Gute Reise, Mrs. Schneiderman | Here’s to You, Mrs. Schneiderman | 28. März 2025        | 18. Apr. 2025                         | James Burrows | David Kohan & Max Mutchnick |
| Sybil stirbt an einem Herzinfarkt. Die drei Männer trauern und erinnern sich an sie, während Bunny an der Gedenkrede arbeitet, und nach der Gedenkfeier mit einem Lied am Klavier. |                               |                                  |                      |                                       |               |                             |
| 10 | Die Show muss weitergehen     | The Show Must Go On              | 28. März 2025        | 18. Apr. 2025                         | James Burrows | Suzanne Martin              |
| Vier Monate später überlegt Bunny, endlich Sybils Gästezimmer in ein Heimfitnessstudio umzubauen. Da kommen zuerst Mindy, die ein Erinnerungsstück an ihre Mutter sucht, sowie überraschend Mason, der seine Verlobte am Altar stehen lassen hat, und Carol, der Bunny seine Gefühle gesteht, vorbei. Mindy schließlich kann beiden weiterhelfen.                                |                               |                                  |                      |                                       |               |                             |

## Produktion
Die Sitcom Mid-Century Modern wurde im Sommer 2024 von Ryan Murphy produziert und von dem Autoren-Duo David Kohan und Max Mutchnick, den Schöpfern von Will & Grace, ebenfalls einer Sitcom mit homosexuellen Figuren, entwickelt. Sie gilt als moderne Version der Golden Girls, eine Sitcom über Frauen in ihren goldenen Jahren, die besonders für Homosexuelle Kultstatus hat. Die Regie führte Sitcom-Legende James Burrows, der in den 1980ern Cheers erschaffen hatte und von 1998 bis 2020 alle Episoden von Will & Grace inszeniert hatte. Gedreht wurde die Serie als Mehrkamera-Produktion und vor einem Live-Studiopublikum. In Mid-Century Modern sind die Hauptfiguren selbst homosexuelle Männer, die alle durch Nathan Lane, Matt Bomer und Nathan Lee Graham mit offen schwulen Schauspielern besetzt sind.

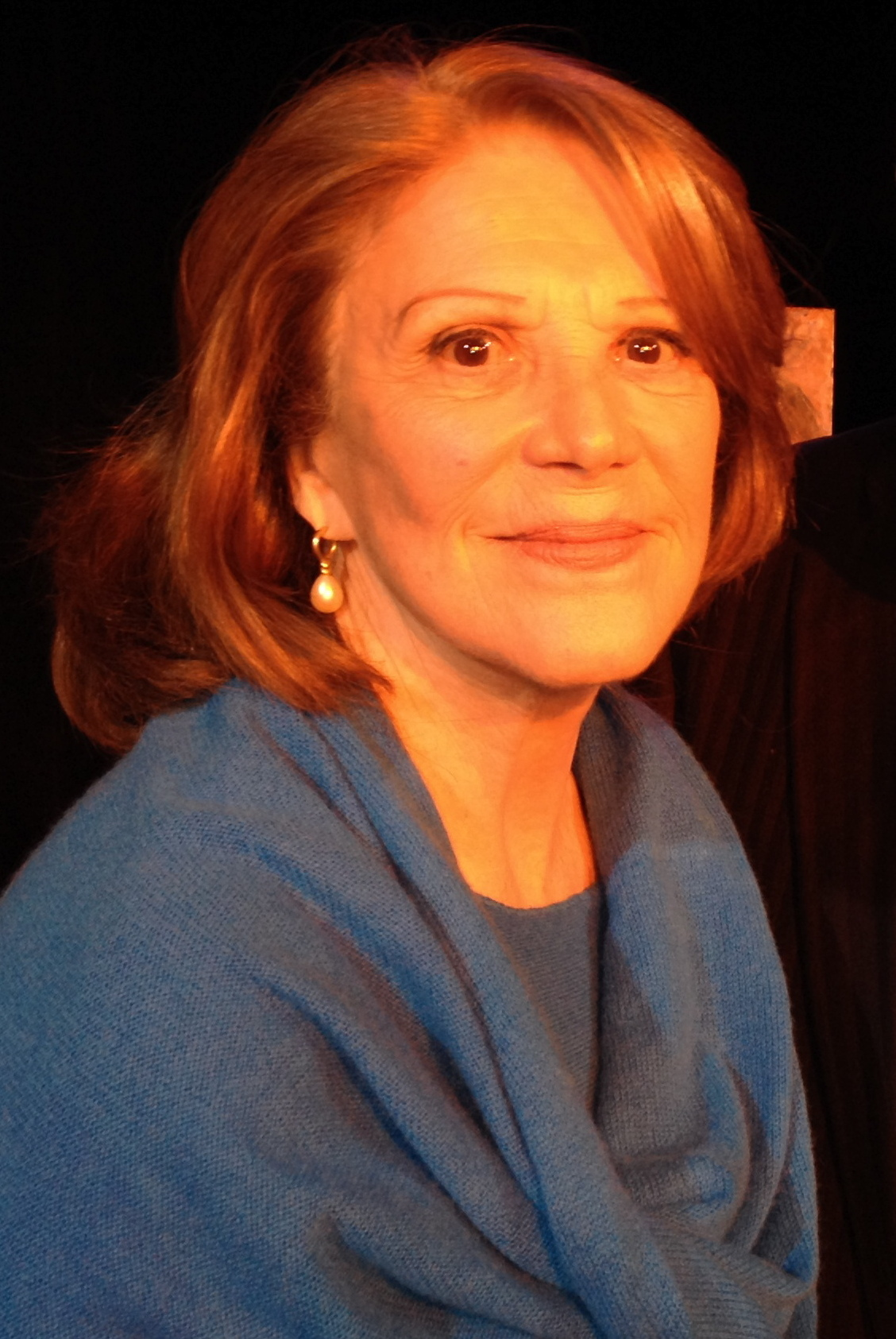
Linda Lavin, 2014

Zusätzlich sollte, wie in den Golden Girls, die Mutter einer Hauptfigur dabei sein. Diese Rolle ging an Linda Lavin, die in den 1970ern durch die Sitcom Imbiß mit Biß bekannt geworden war und bereits in Sean Saves the World die Mutter der Hauptfigur gespielt hatte. Die Rolle war zunächst als Iris-Apfel-Typ mit kurzem weißem Haar angelegt, aber Lavin setzte selbst als Bedingung, dass sie nicht wie eine „alte Lady“ aussehen sollte. Lavin, die Ende des Jahres 2024 an Lungenkrebs verstarb, enthüllte im Dezember ihre Erkrankung den Showrunnern, hatte aber gesagt, ihre Prognose sei gut und sie werde eine Behandlung beginnen. Sie gab ihnen die Erlaubnis, wenn sie nicht mehr drehen könne, die Erkrankung in die Serie miteinzubauen. Nach ihrem Tod trafen Kohan und Mutchnick ihren Ehemann Steve Bakunas, der ihnen von seinen letzten Momenten mit Lavin im Auto auf dem Weg ins Krankenhaus erzählte, was sie mit seiner Erlaubnis in der Serie auch als letzte Momente ihrer Rolle erzählen. Nach der Winterpause wurde Mitte Januar 2025 die Episode über den Tod ihrer Rolle gedreht, die zugleich Lavin ehrt. Der Episode angehängt ist eine Montage aus Szenen mit ihr in vorangegangenen Episoden sowie ein Video, das sie selbst Dan Bucatinsky, einem Episodenautor der Serie, geschickt hatte, in dem sie am Klavier das Lied We’ll Meet Again singt.

## Ausstrahlung
Die Serie erschien in den Vereinigten Staaten am 28. März 2025 bei Hulu. In Deutschland und international erschien sie am 18. April 2025 auf Disney+.

## Rezeption
Mid-Century Modern erinnert die Kritiker in Stil und Format an klassische Sitcoms wie die Golden Girls und Will & Grace mit einer zeitgenössischen Perspektive auf das Altern, Freundschaft, Liebe und Trauern. Gelobt wird die Chemie der Hauptbesetzung, insbesondere Linda Lavins Performance, sowie die Auswahl der Gastauftritte. Positiv wird auch bemerkt, dass die Platzierung bei Hulu einen anzüglicheren Humor erlaubt.

## Nominierungen
- 2025 Astra TV Awards: Nominierung als Bestes Castensemble einer Streaming-Comedyserie
- 2025 Emmys:
  - nominiert für Beste Regie einer Comedyserie an James Burrows
  - nominiert für Bester Filmschnitt einer Multikamera-Comedyserie
  - nominiert für Bestes Soundmixing eines halbstündigen Programms
  - nominiert für Bestes Produktionsdesign eines halbstündigen Programms
- 2025 Gotham TV Awards: Nominierung als Herausragende Nebendarstellerin einer Comedyserie an Linda Lavin